# Paco Sutil
Francisco Sutil Tirado, detto Paco (Jaén, 21 dicembre 1984), è un ex calciatore spagnolo, di ruolo attaccante.